# Михайловская волость (Изюмский уезд)
Михайловская во́лость — историческая административно-территориальная единица Изюмского уезда Харьковской губернии с волостным правлением в селе Михайловка (Яблочкино).
По состоянию на 1885 год состояла из 6 поселений, 6 сельских общин. Население — 2007 человек (1048 человека мужского пола и 959 — женского), 341 дворовое хозяйство.
|                       | Площадь | В т.ч. пахотной |
| --------------------- | ------- | --------------- |
| Сельских общин        | 2348    | 2218            |
| Частной собственности | 13753   | 3505            |
| Другой собственности  | 33      | 30              |
| В целом               | 16134   | 5753            |

Основные поселения волости:
- Михайловка (Яблочкино) - бывшее владельческое село при реке Маячке в 50 верстах от уездного города. В селе волостное правление, 98 дворов, 471 житель, православная церковь.[1]

Храмы волости:
- Ахтырско-Богородичная церковь в селе Михайловке.[2]